# Mönsteråshandskriften
Mönsteråshandskriften är en koralbok, handskriven 1646 av Anders Larsson Froste med svensk text. Koralboken skrevs för att användas till Uppsalapsalmboken. Skriften innehåller "gudstjänstritus" de tempore, lijksången, koralboken samt Passio secundum Johannem. Koralnotskriften är utförd på 5-linjiga system på papper och illustrerad. Handskriften har tidigare tillhört Kalmar läroverks bibliotek och blev konserverad 1949.
I handskriften förekommer bland annat en melodi hämtat ur Erfurter Enchiridion från 1524 som i 1819 års psalmbok används till psalmen nr 103.
En annan melodi i handskriften är hämtad från koralen Christliche Kirchen-Ordnung från Erfurt 1542, den används 1819 till psalmerna nr 86 och 94.
Ur Geystlische Gesangbuch hämtades melodin till 1819 års psalm nr 22. 
Ur Burkhard Waldis produktioner är hämtades en melodi som i 1819 års psalmbok och dess tillägg 1921 användes till tre psalmer: nr 7, 27 och 615.
Ur Hans Thomissøns Psalmebog 1569 hämtades melodin till psalm nr 133 i 1819 års psalmbok, enligt 1921 års koralbok med 1819 års psalmer.
Ur Hans Thomissøns Psalmebog 1569 hämtades melodin till psalm nr 102 i 1819 års psalmbok, enligt 1921 års koralbok med 1819 års psalmer.
Ur Strassburger Teutsch Kirchenampt 1525 hämtades melodin till psalm nr 59 i 1695 års psalmbok, enligt 1921 års koralbok med 1819 års psalmer.

## Psalmer
Lista över psalmer i Mönsteråshandskriften.
- Thesse äro the tijio Budh
- Gudh Fadher uthi Himmelrijk, sin Helge willia oss kende
- Then som will en Christen heeta
- Min siäl prijsar storliga Herran
- Wij troo uppå en alzmechtig Gudh
- Wij troo uppå en Gudh
- Fadher wår som i Himblom äst
- O Fadher wår wij bedie tigh
- O Fader wår högt öfuer oss i Himmelrijk
- O Fader wår högt öfuer oss i Himmelrijk
- Wår Herre Christ kom till Jordan
- Jesus Christus är wår helssa
- Jesus Christus är wår helssa
- Gudh wari loffuad och högeliga Prijsat

### Konung Dawidz Psalmer
- Säl är then Man som icke går
- Uthi tin stora wreedhe
- O Herre Gudh i Himmelrijk, Wij må thet alle klaga
- Herre hoo skall ewinnerligh
- Herren wår Gudh wari tig blijdh
- Min Gudh min Gudh sade Christus tå
- Min Gudh min Gudh sade Christus tå
- Hwad kan mig stå till trång och nödh
- Min hogh från Menniskior haffuer iagh wendt
- På tig hoppas iagh o Herre käär
- Lät thet icke förtryta tigh
- Säl är then man som haffuer kär
- Såsom effter watnet kålla
- O Herre frelss mig och döm min saak
- Jag sjunger om en Konung båld
- Wår Gudh är oss en wäldig Borg
- Förbarma tig Gudh öffuer mig
- O Herre Gudh gör nådh med mig
- Hwij berömmer tu fast tig
- Gudh ware oss barmhärtig och mild
- Hielp mig min Gudh min sorg mig qwäl
- O Herre Gudh bethee tin macht
- Gudh ståår i Gudz Försambling
- Herre som offta Nådeligh
- O Herre Gudh af himmelrijk
- Then som under hans beskerm boor
- Then som under thens Högstes beskärm
- Kommer här och läther oss Herren Gudh prijsa
- Min siäl skall loffua Herran
- Loffua Gudh min siäl i alla stund
- Herren uthi sin högsta Thron
- Säl är then (man) som fruchtar Gudh
- Salige äro the försann
- Tå migh gåår Sorg och Nödh uppå
- Tå mig går sorg och Nödh uppå
- Uthan Herren faller oss till
- Om Gudh eij bygger huuset upp
- Säl är then Man som fruchtar Gud
- Af djupsens Nödh ropar jag till tig
- Widh the Elffwer i Babylon
- Herre tu uthransakar mig
- Jerusaleem tu helghe Stadh
- O Menniskia wiltu betänkia
- Kommer hijt till mig säger Gudz Son
- Enom Konungh täktes thet så
- En lijknelse liuflig och klar
- En lijknelse liuflig och klar
- En Rijker man weldiger han
- Waker up i Christne alle
- Högfärdh är en odygd så stor
- Gudh warder lijknat wid en Man
- Then som effter Gudz Rijke ståår
- Then som effter Gudz Rijke ståår
- Om en Rijk man här sjungom wij

### Om Jesu Christi Mandoms anammelse
- Esaiae Prophetenom hände thet så
- Christus then rätte Herren
- O Jesu Christ som Mandom togh

### Om Jesu Christi Menniskelige Födelse
- Werldennes Frelsaren kom här
- Wij loffuom Christ en Konung bold
- Grates nunc omnes
- Nu läther oss alla tacka
- Glädh tig tu helga Christenheet
- Loffwat wari tu Jesu Christ
- Christus är födder af en Jungfru reen
- En Jungfru födde itt Barn idag
- Resonet in laudibus
- Hwar Christrogen frögde sig
- All then ganska Christenheet
- Puer natus in Bethlaheem
- In dulci jubilo
- Welsignadt wari Jesu Nampn
- Welsignadt wari Jesu Nampn
- Frögder edher alle

### Nu föllia Psalmer om Jesu Christi Pino och dödh
- O Gudh wår Fader i ewigheet
- Hjelp Gudh att Jag nu kunde
- Jesus uppå korsset stod
- O Reene Gudz Lamb oskyldigt
- Nu är kommen wår Påskafrögd
- Christ låg i dödzens bandom
- Christus är upstånden aff döda
- Gladelig welom wij Haleluia siunga
- Sig frögde nu huar Christen Man
- Upståndhen är wår Herre Christ
- Jesus tu äst wår Saligheet
- Kom Helge Andhe Herre godh
- Kom Helge Andhe Herre godh
- Kom helge Andhe Herre Gudh
- Nu bedie wij then Helge Andh
- O Tu Helge Andhe kom
- O Herre Gudh af Himmelrijk, Huadh tu äst mild och miskundelig
- Ingen effter Gudz Rijke står
- O Herre Gudh aff Himmelrijk, Huru sorgelig må Jag klaga
- O Rom går thet nu så medh tigh
- Gudh Fadher wele wij prijsa
- O Ewige Gudh af ewigheet
- Sig frögde nu Himmel och Jordh
- O Fader wår barmhärtig och godh
- Frögder edher i thenna tidh
- O Herre Gudh tin helga Ordh
- Waak up, Waak up i Gudz Nampn
- Bewara oss Gudh i tin Ordh
- Så skön lyser then morgonstiern
- Itt godt beråd och wälbetänkt mod
- Af Adams fall är plat fördärfuat
- Ah wij Syndare arme
- Hwar man må nu wäl glädie sig
- Hwar man må nu wäl glädie sig
- Gudh af sinne Barmhärtigheet
- O Herre Gudh af Himmelrijk, giff oss nådh till att prijsa tig
- Alleena til tigh Herre Jesu Christ
- Tacker Herranom som är ganska blijder
- O Gudh tijn godheet tackom wij
- Sjungom nu af hjärtans grund
- Loffsiunger Herran, Loffsiunger Herran
- O Gudh hwem skall jag klaga, Min synd är suår och stor
- O Gudh huem skal jag klaga, Then sorg och älend jag drager
- Beklaga aff alt mitt Sinne
- En Syndig man, som låg i Syndzens dwala
- Wendt af tin wreede, Herre Gudh
- Herre Gudh Fadher stat oss bij
- O Gudh förlähn migh tina nådh
- Jagh roopar till tig O Herre Christ
- Lustig aff hiärtans grunde
- Förlähna oss Gudh så nådelig
- O Herre Gudh som alting skoop
- Tig Herre mildh, jag tacka will
- Jag will aff hiärtans grundhe
- Min Gudh och Fader kääre
- Tig Herre mill, Jag tacka will
- Efter Gudz skick, går thet så till
- Christe som liuss och Dagen är
- Christe som liuss och Dagen är
- Dagen ifrån oss skrijdher
- Solen haffuer sig ifrån oss wändt
- Säl är then man som fruchtar Gudh, och gärna wandrar i hans budh
- Gudh som allting skapade
- Alleeneste Gudh i Himmelrijk, Ware lof och prijs för alla sina nådhe
- Mitt hiärta hwij grämmer tu tig
- Medhan man lefuer i werlden säl
- Hwadh min Gudh will, altidh thett skeer
- Heemlig stodh Jag en morgon
- Ewinnerlig ähr mitt hopp till Gudh
- När min tidh och stund kommen är
- Medh glädie och fridh faar jag nu hän
- Wij som leffue på werlden här
- Hela werlden klagar sig
- Lät oss thenna Krop begraffua
- Hörer till i Christrogne alle